# Joannes Zacheus
Joannes Zacheus (werkzaam omstreeks 1554/1569) was een componist uit de Franco-Vlaamse School.
Van Zacheus is weinig meer bekend, dan dat de uitgever en drukker Jacob Baethen in zijn in 1554 in Maastricht uitgegeven bloemlezing van Nederlandse liederen, Dat ierste boeck vanden nieuwe Duijtsche liedekens, twee vierstemmige liederen van hem heeft opgenomen, met name:
- Ic en can mij niet bedwinghen (in een Leuvense druk uit 1572 van Petrus Phalesius wordt Ick en can mij niet bedwinghen op naam van Jan Belle gezet).
- Miins liefkens bruijn ooghen (wordt geacht een bewerking te zijn van de zetting van dit lied door Carolus Souliaert).